# ティーンズミュージカルSAGA
ティーンズミュージカルSAGA( - サガ、略称TMS) は、佐賀県を拠点とする10代の子ども達によるミュージカル劇団。

## 概要
子どもによる本格的ミュージカルを創作したいと、2004年11月に発足。毎年1回のミュージカル公演を根付かせ、佐賀から全国に向けて文化発信することを目指している。知名度も徐々に上がっており、佐賀の舞台分化の担い手として成長している。姉妹劇団として中高年劇団SAGAパーフェクトシアター(以下SPT)がある。
TMSSPT共に舞台創造研究所スタジオ「風のたね」が主宰している。

## ミュージカル公演

### Peach Kids～現代版桃太郎
- 脚本・演出　栗原誠治
- TMSの旗揚げ公演。2004年12月に佐賀市文化会館大ホール(1800名収容)で4回公演。5000人の動員は佐賀の舞台創作では初[要出典]。

### Peach Kids～2005年版桃太郎
- 脚本・演出　栗原誠治
- 2005年12月25日に同会場で2回公演。去年の作品の再演だが、新たに2期生が加わる。会場を満席にする[要出典]。

### 空になった方舟
- 脚本・演出　栗原誠治
- 2007年春に同会場で4回公演。

### 風の曜日
- 脚本・演出　栗原誠治
- 2008年夏に同会場で4回公演。2008年度のいばらき国民文化祭に同作品で参加。

### くものもく
- 脚本・演出　栗原誠治
- 2009年冬に同会場で4回公演。

## その他の活動
子ども達は練習を積み重ねて、演技･ダンス･歌の技術を向上させながら、ミュージカル公演以外にも年間40ものステージを務めるまでになっている。

## オーディション
オーディションは年に一回行われているが、時期は決まっていない。その時期になると佐賀市内のいたるところに応募用紙が配布され、公式HPからもダウンロードできるようになる。オーディション内容はセリフ・歌・ダンスを審査される。募集要項には10～19歳までとあるが、8歳から入団した例がいくつかあり、厳密ではない。現在8期生まで在籍している。

## 公式サイト
- ティーンズミュージカルSAGA公式HP